# Jaakko Suomalainen
Jaakko Suomalainen (* 18. August 1978 in Helsinki) ist ein finnischer Eishockeytorwart, der seit 2011 bei Braehead Clan in der Elite Ice Hockey League unter Vertrag steht.

## Karriere
Suomalainen konnte einiges an Erfahrung in der Mestis sammeln. Besonders hervorzuheben ist hier die Spielzeit 2005/06, in der er mit seiner Mannschaft, den Mikkelin Jukurit die Meisterschaft der Mestis gewinnen konnte. Auch in der SM-Liiga konnte Suomalainen schon Spielzeiten verbuchen. 2004/05 wurde er 14 Mal bei den Pelicans Lahti eingesetzt. Dort teilte er sich das Tor abwechselnd mit Pasi Nurminen und Karri Rämö. 
In der Saison 2006/07 übernahm Suomalainen bei den Oulun Kärpät in der finnischen SM-liiga gemeinsam mit Tuomas Tarkki die Torhüterposition und schloss die Lücke, die sich nach dem Weggang von Niklas Bäckström und Pekka Rinne nach Nordamerika ergab.
2008 folgte ein Engagement bei JYP Jyväskylä, ehe er zwei Saisons für Vaasan Sport zwischen den Pfosten stand. Zur Saison 2010/11 unterschrieb der Finne einen Vertrag beim HK Jesenice. Zwar verpasste er mit dem Club die Playoffs, es gelang ihm jedoch das seltene Kunststück eines Torwart-Tores: am 30. Dezember 2010 erzielte er in einem Spiel gegen KHL Medveščak Zagreb kurz vor Schluss ein Empty Net Goal. Zur Saison 2011/12 wechselte er zu Braehead Clan aus der Elite Ice Hockey League.

## Erfolge und Auszeichnungen
- 2007 Finnischer Meister mit Kärpät Oulu